# Tidiane N’Diaye
Tidiane N’Diaye (* 20. August 1950 im Senegal) ist ein französisch-senegalesischer Anthropologe, Wirtschaftswissenschaftler und Schriftsteller.

## Leben und Karriere
N’Diaye ist Professor für beschreibende Wirtschaft (économie descriptive), Forschungsleiter an der franko-karibischen École Supérieure de Commerce ("Sup de Co Pointe-à-Pitre, Guadeloupe", eine "höhere Handelsschule") und Autor einer Reihe von Publikationen über die Geschichte der Schwarzen in Afrika und der afrikanischen Diaspora, sowie zahlreicher ökonomischer Studien des Institut national de la statistique et des études économiques (INSEE) über die französischen Übersee-Departements in Amerika (Guadeloupe, Französisch-Guayana, Martinique). Tidiane N’Diaye ist Mitglied der Jury des Literaturpreises La Mamounia.
Seine Essays über den arabischen Sklavenhandel Le génocide voilé („Der verschleierte Völkermord“) und Étude de la traite négrière arabo-musulmane („Studie über den arabisch-muslimischen Sklavenhandel“) wurden für den Prix Renaudot 2008 nominiert.  N'Diaye vertritt die These, dass der orientalische Sklavenhandel, dessen Opferzahl er auf 17 Millionen beziffert, folgenschwerer war als der atlantische Sklavenhandel.

## Werke

### Schwarze Geschichte
- Mémoire d’errance, A3, Paris, 1998, 206 S. (ISBN 2-84436-000-9)
- La longue marche des peuples noirs, Publibook, coll. « Littérature africaine », 2000, 293 S. (ISBN 978-2-7483-0021-5)
- L’Empire de Chaka Zoulou, L’Harmattan, coll. « Études africaines », 2002, 218 S. (ISBN 2-7475-1920-1)
- Les Falachas, Nègres errants du peuple juif, Gallimard, coll. « Continents noirs », 2004 (ISBN 978-2070771356), nominiert für Prix Fetkann de la Recherche 2005.
- L’Éclipse des Dieux, Éditions du Rocher/Serpent A Plumes, 2006, 317 S. (ISBN 978-2-268-05641-8)
- Der verschleierte Völkermord - Die Geschichte des muslimischen Sklavenhandels. Rowohlt, Reinbek bei Hamburg 2010, ISBN 978-3-498-04690-3.

### Wirtschaft
- Départements Français d'Outre Mer: Approche économique et statistique, BN-INSEE N°19, Observatoire économique de Paris, Juli 1994.
- Marché de l'emploi: Mesures et outils statistiques, BN-INSEE N° 20, Observatoire économique de Paris, September 1994.
- Tissu des PME-DOM, modélisation et perspectives, BN-INSEE N° 21, Observatoire économique de Paris, Januar 1995.
- L'entrepise moteur de l'économie guadeloupéenne, BN-INSEE N° 46, Observatoire économique de Paris, Oktober. 1996.
- Guadeloupe: projection démographique Horizon 2030, Études - Conjoncture, Cahiers INSEE - Antilles - Guyane 2000.
- Tableaux économiques régionaux Antilles-Guyane, Chap. « Entreprises, sociétés, démographie », TER 2005/2006

### Lyrik
- Passions créoles, Publibook, 2001, 50 S. (ISBN 2-84436-000-9)

## Rezensionen
- Deutschlandfunk: Dreizehn Jahrhunderte währender Sklavenhandel (29. März 2010)
- Die Welt: Völkermord: Beim Sklavenhandel lernten Christen von Muslimen (29. März 2010)